# Encyclia xipheroides
Encyclia xipheroides là một loài thực vật có hoa trong họ Lan. Loài này được (Kraenzl.) Porto & Brade mô tả khoa học đầu tiên năm 1935.